# Gary Langan
Gary Langan (* 19. April 1956) ist ein britischer Toningenieur und Plattenproduzent.
Seine Karriere begann er mit 18 Jahren, als er als Assistent in den Sarm Studios (East) die Arbeit eines Toningenieurs von Gary Lyons und Mike Stone lernte. Von 1979 bis 1983 war er Direktor und leitender Toningenieur der Sarm Studios West.
Im Jahre 1983 war Langan zusammen mit Trevor Horn, dessen Frau Jill Sinclair und Paul Morley Mitbegründer des Londoner Plattenlabels ZTT Records. Er war weiterhin Gründungsmitglied der Band The Art of Noise, trennte sich aber im Jahre 1987 wieder von der Band. Langan co-produzierte das Album Happy? der Band Public Image Limited aus dem Jahre 1987.
1985 gründete er die Metropolis Studios, denen er bis 1993 vorstand.
Langan produzierte in den 1980er Jahren einige Remixes für die Singles damals erfolgreicher Künstler.

## Diskografie (Auszug)

### Remixes
- Billy Idol: White Wedding (Shotgun Mix) (1985)
- Billy Idol: Flesh for Fantasy (Below the Belt Mix) (1985)
- Paul McCartney: Spies Like Us (1985)
- Yes: Owner of a Lonely Heart (Red & Blue Remix Dance Version) (1986)
- Jimmy Somerville: You Make Me Feel (Mighty Real) (1989)

### Produktion
- ABC: S.O.S.
- Spandau Ballet: Through the Barricades
- Hipsway: The Broken Years
- Divinyls: Pleasure and Pain
- Rock Aid Armenia: Smoke on the Water